# Slag bij Öland (1676)
De Slag bij Öland was een zeeslag op 11 juni 1676 in de Schoonse Oorlog tussen een gecombineerde Deens-Nederlandse en een Zweedse vloot. De slag vond plaats iets ten zuiden van Öland in de Oostzee. De Deens-Nederlandse vloot, onder leiding van Cornelis Tromp, wist de Zweden te verslaan.
Na de Slag bij Bornholm (1676) had de Zweedse vloot zich teruggetrokken. De Nederlandse admiraal Cornelis Tromp sloot zich twee dagen na de slag aan bij de Deens-Nederlandse vloot en gaf het bevel de achtervolging van de Zweden in te zetten. Op 9 juni kwam de Zweedse vloot in zicht en op 11 juni brak het gevecht uit. Op het moment dat beide vloten zich opstelden voor de slag kregen de Zweden te maken met een ramp. Het Zweedse vlaggenschip de Stora Kronan kapseisde en explodeerde, waarschijnlijk omdat een lantaarn van zijn haak viel en de kruitvoorraad liet ontploffen. De Zweedse admiraal Lorentz Creutz en circa 750 van de 800 bemanningsleden kwamen om.

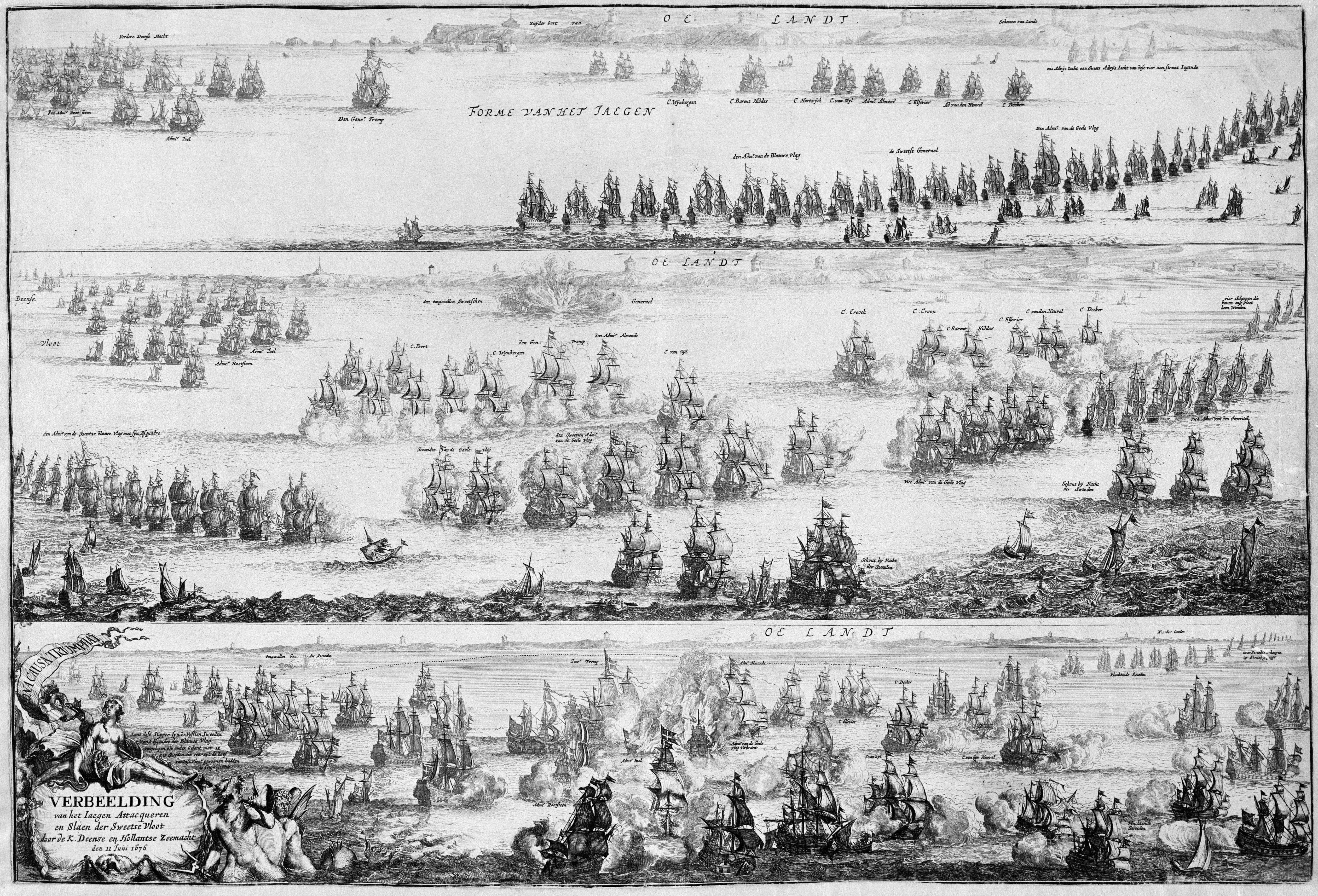
Weergave van de Slag bij Öland. Romeyn de Hooghe, 1676

Na het ongeluk probeerden de Zweden zich terug te trekken, maar een aantal schepen liep aan de grond, waardoor ze een makkelijk doelwit voor de Deens-Nederlandse vloot vormden. Tijdens de vlucht lukte het Cornelis Tromp om een van de Zweedse admiraalsschepen tot een gevecht te dwingen. Tijdens het gevecht verloor het Zweedse schip zijn grote mast waarop Cleas Uggla, de Zweedse bevelvoerder zich overgaf. Tromp accepteerde de overgave, maar een Nederlandse brander zette desondanks het schip in lichterlaaie. Door deze actie verloren circa 500 Zweden hun leven.
Aan Zweedse zijde gingen elf schepen verloren en drie tot vierduizend mannen, de Denen en Nederlanders verloren slechts enkele honderden mannen en geen enkel schip. Na de slag hadden de Zweden hun controle over de Oostzee volledig verloren en konden de Denen overgaan tot een invasie van Skåneland.